# Abu Simbel
Abu Simbel (arabiska: أبو سمبل) är ett samhälle i guvernementet Assuan. Orten ligger vid Nassersjöns västra strand omkring 240 km sydväst om staden Assuan och har cirka 2 600 invånare (2012).
Den är mest känd för Templen i Abu Simbel, som Ramses II på 1200-talet f.Kr. lät uppföra i närheten och som idag är en av Egyptens största turistattraktioner.